# Кіш (козацький)

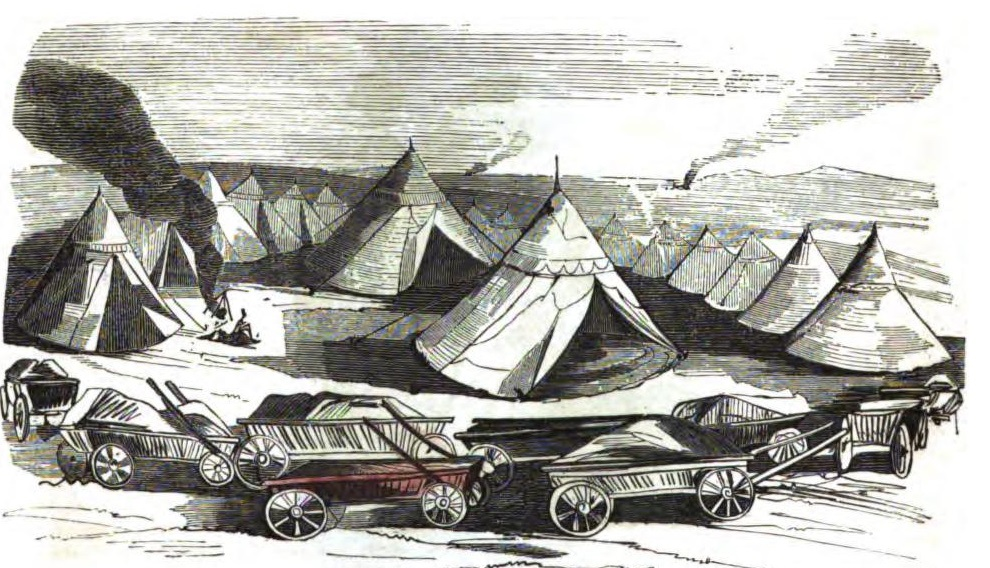
Козацький кіш

Кіш — у період княжої доби в XI—XIII століттях (д.-рус. кошь)[джерело?] і в Україні в XIV—XVIII століттях — військовий табір, обоз.

## Етимологія
Слово кіш у цьому значенні є запозиченням з тюркських мов: пор. чаг. koš («сукупність юрт», «табір»), кирг. koš («повстяний намет», «юрта»), башк. koš («курінь», «башкирський кіш»), тур. koš («стадо»); можливо, пов'язані з дав.-тюрк. qoš («пара»), коренем qoš- («з'єднувати, сполучати»). Не споріднене з омонімічним питомо українським кіш («кошик», «короб»), що походить від прасл. *košь, і далі пра-і.є. *ku̯as-.

## Історія
1. Назва військового табору в 11—16 століттях та козацького табору в 16—17 ст. в Україні.
2. Назва Запорізької Січі з її державно-політичним устроєм, а також запорізького військового товариства. К. обирався щороку на загальній козацькій раді 1 січня, 1 жовтня (свято Покрови) та на 2—3 день Великодня.
3. У роки Першої світової війни Кіш Українських Січових Стрільців — військовий підрозділ Легіону Українських Січових Стрільців. Існував у 1915—1918.
4. У період українських національно-визвольних змагань 1917—1921 назва найбільшої військово-територіальної одиниці Вільного Козацтва. Коші поділялися на курені, полки і сотні. У серпні 1917 існували такі вільно-козацькі коші: Бердичівський, Борзнянський, Звенигородський, Київський, Канівський, Ніжинський, Уманський, Черкаський та інші. Термін «кіш» вживається в назві одного з найбільших з'єднань Збройних Сил Української Народної Республіки — Гайдамацького Коша Слобідської України.

## Цікаві факти
- Від кіш походить і вираз «дати відкоша»: він виник, очевидно, у середовищі козаків, які стояли кошем[1].